# SAITA
『SAITA』（さいた）は、野川さくらの1枚目のアルバムである。2003年2月5日にランティスから発売された。

## 概要
このアルバムの発売時点で既に3rdシングルが発売されていたが、2ndシングルの表題曲である「ハートのパズル」は未収録である。
初回版のみスペシャルパッケージ仕様＆特製ポストカード付き。

## 収録曲
1. ♪
  - 作曲：影山ヒロノブ / 編曲：須藤賢一
2. 風の中の少年
  - 作詞・作曲：影山ヒロノブ / 編曲：須藤賢一
3. かれと彼女とわたし
  - 作詞：野川さくら / 作曲：影山ヒロノブ /  編曲：須藤賢一
4. 星の降る丘
  - 作詞：野川さくら / 作曲：影山ヒロノブ /  編曲：須藤賢一
5. Good morning〜にゃっほ〜♪
  - 作詞：野川さくら / 作曲：影山ヒロノブ /  編曲：須藤賢一
6. オレンジの口紅
  - 作詞・作曲：影山ヒロノブ / 編曲：須藤賢一
7. オアシス
  - 作詞・作曲：影山ヒロノブ / 編曲：須藤賢一
8. とびきり さくら組
  - 作詞・作曲：影山ヒロノブ / 編曲：須藤賢一
9. ひまわりの種
  - 作詞：野川さくら / 作曲：影山ヒロノブ /  編曲：須藤賢一
10. そよ風のロンド
  - 作詞：野川さくら / 作曲：影山ヒロノブ /  編曲：須藤賢一
11. MOTHER
  - 作詞：野川さくら / 作曲：影山ヒロノブ /  編曲：須藤賢一
12. white song
  - 作詞：野川さくら / 作曲：影山ヒロノブ /  編曲：須藤賢一
13. ぐっにゃ〜ん（SAITA ver.）
  - 作詞：野川さくら / 作曲：影山ヒロノブ /  編曲：須藤賢一
14. （4分休符）
  - 作曲：影山ヒロノブ / 編曲：須藤賢一